# Gaula (Sogn og Fjordane)
Gaula är ett vattendrag i landskapet Sunnfjord i Vestland fylke i västra Norge. Det 70 kilometer långa vattendraget är den primära delen av Gaularvassdragets avrinningsområde som omfattar 632 km2 genom kommunerna Sogndal och Sunndal. Floden är lämplig för laxfiske.

Vattendraget löpte tidigare genom den dåvarande kommunen Gaular, därav dess namn.

## Bilder

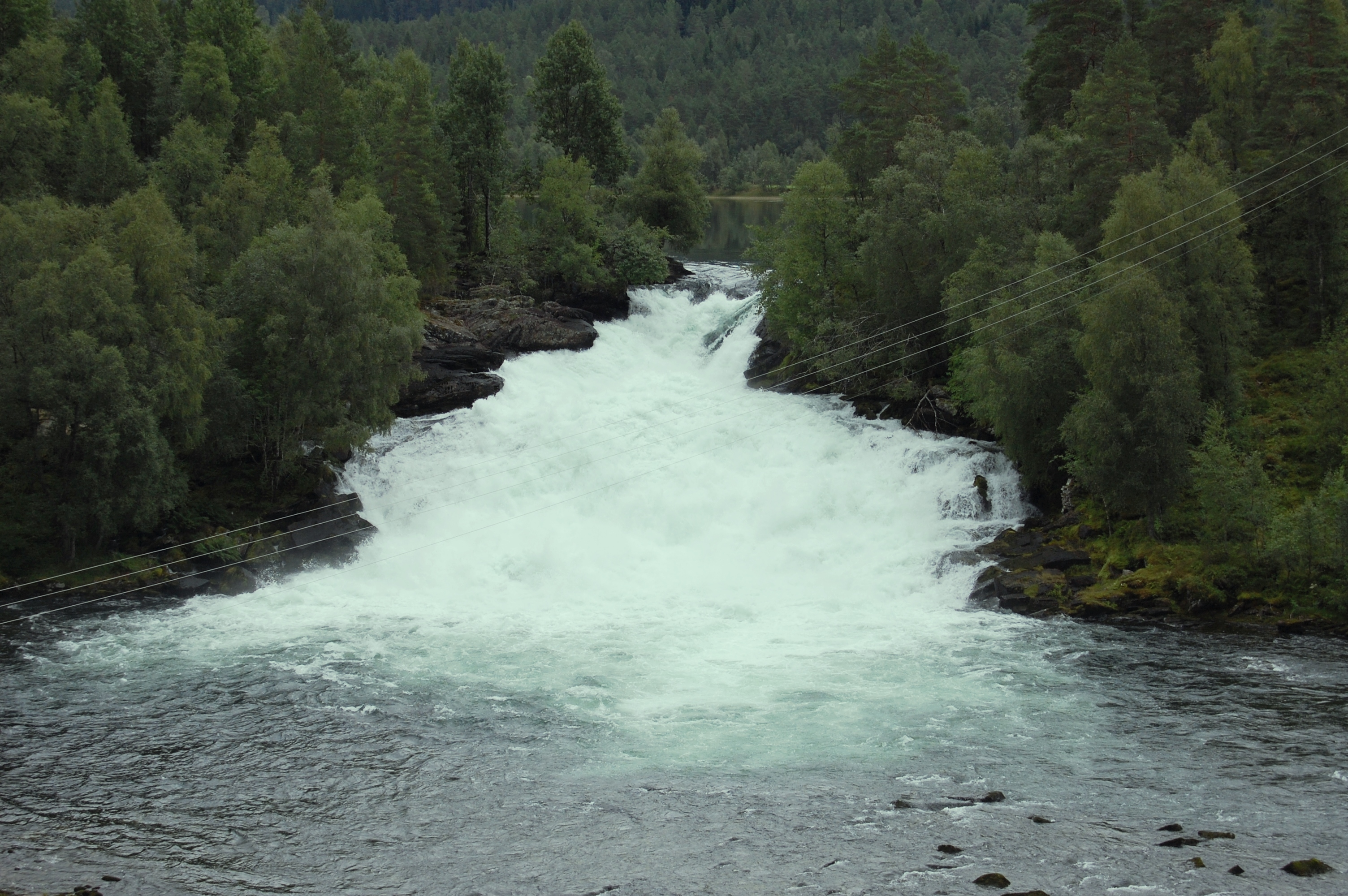
Vattenfallet Fossfossen.
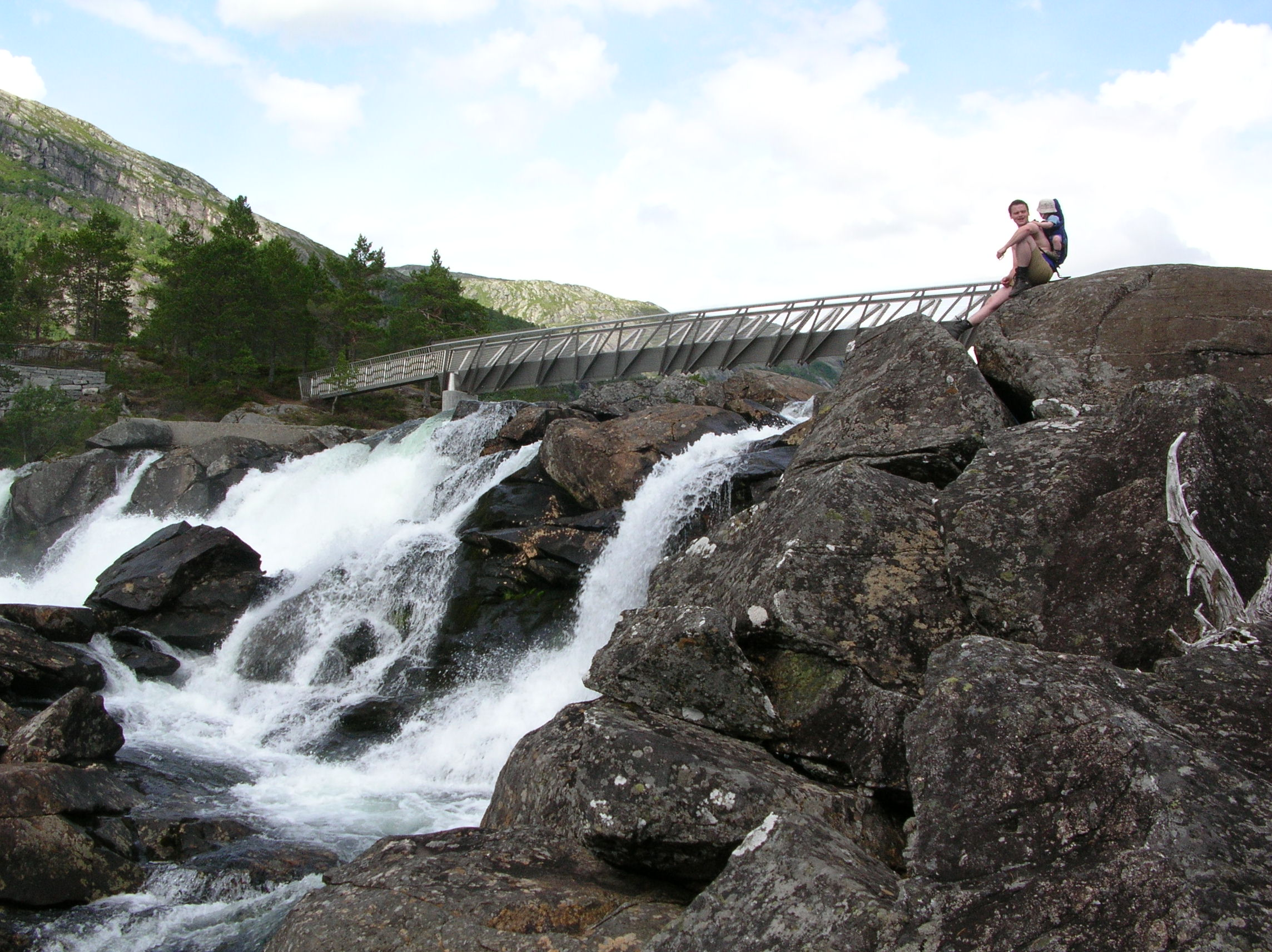
Vattenfallet Likholefossen.
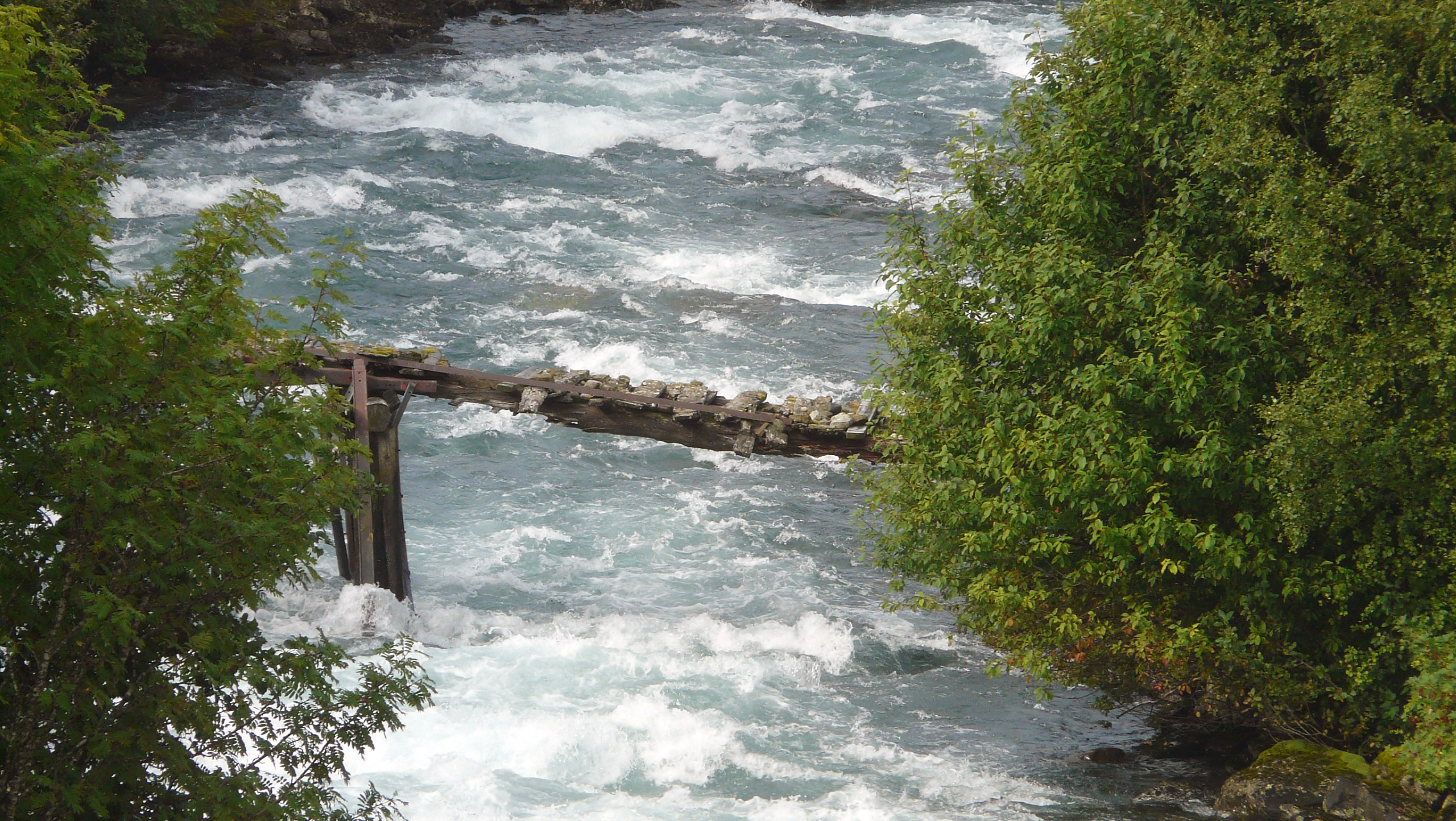
Fallfärdig liten bro över norra grenen av floden.
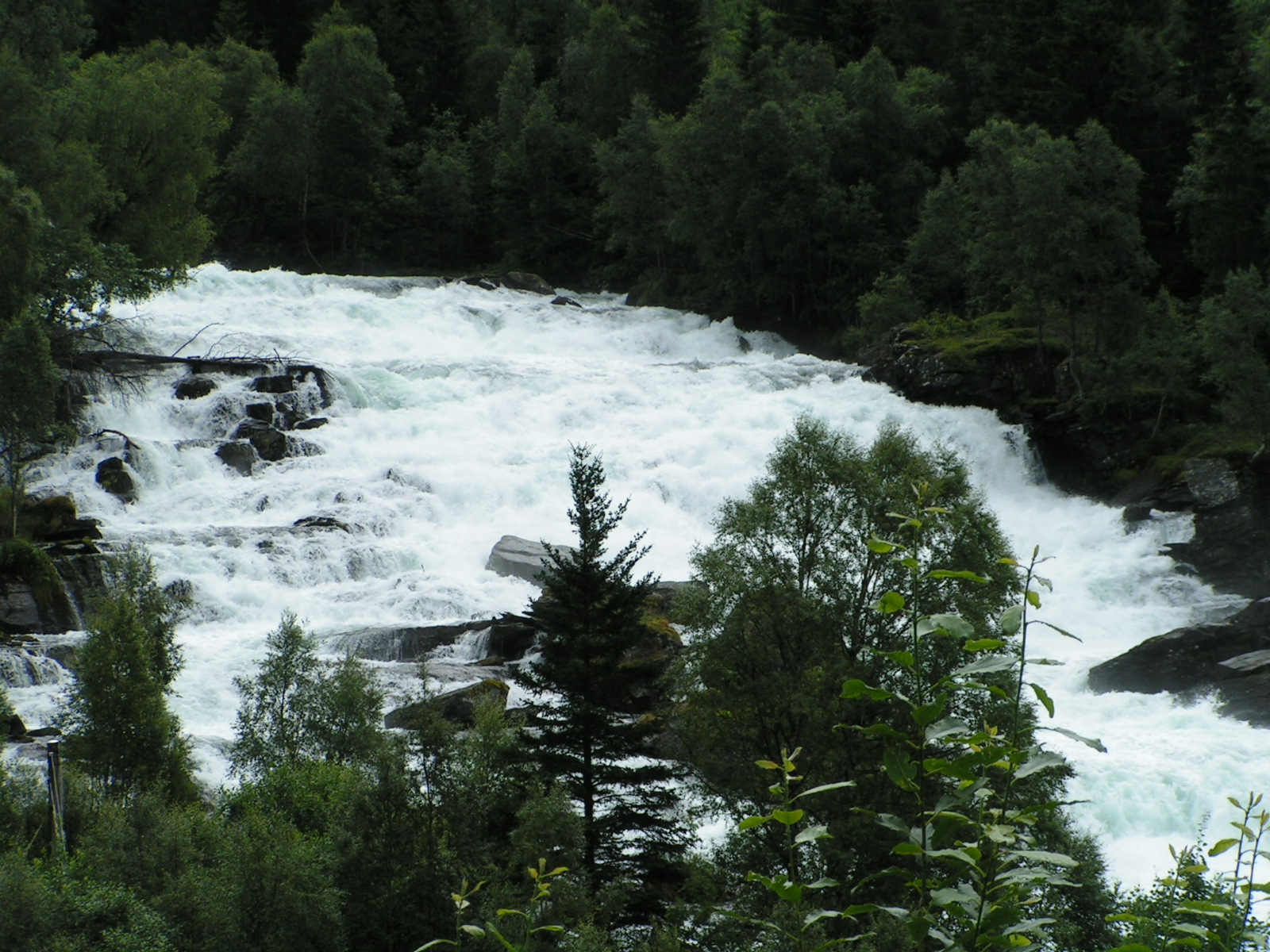
Vattenfallet Vallestadfossen.